# Longherone

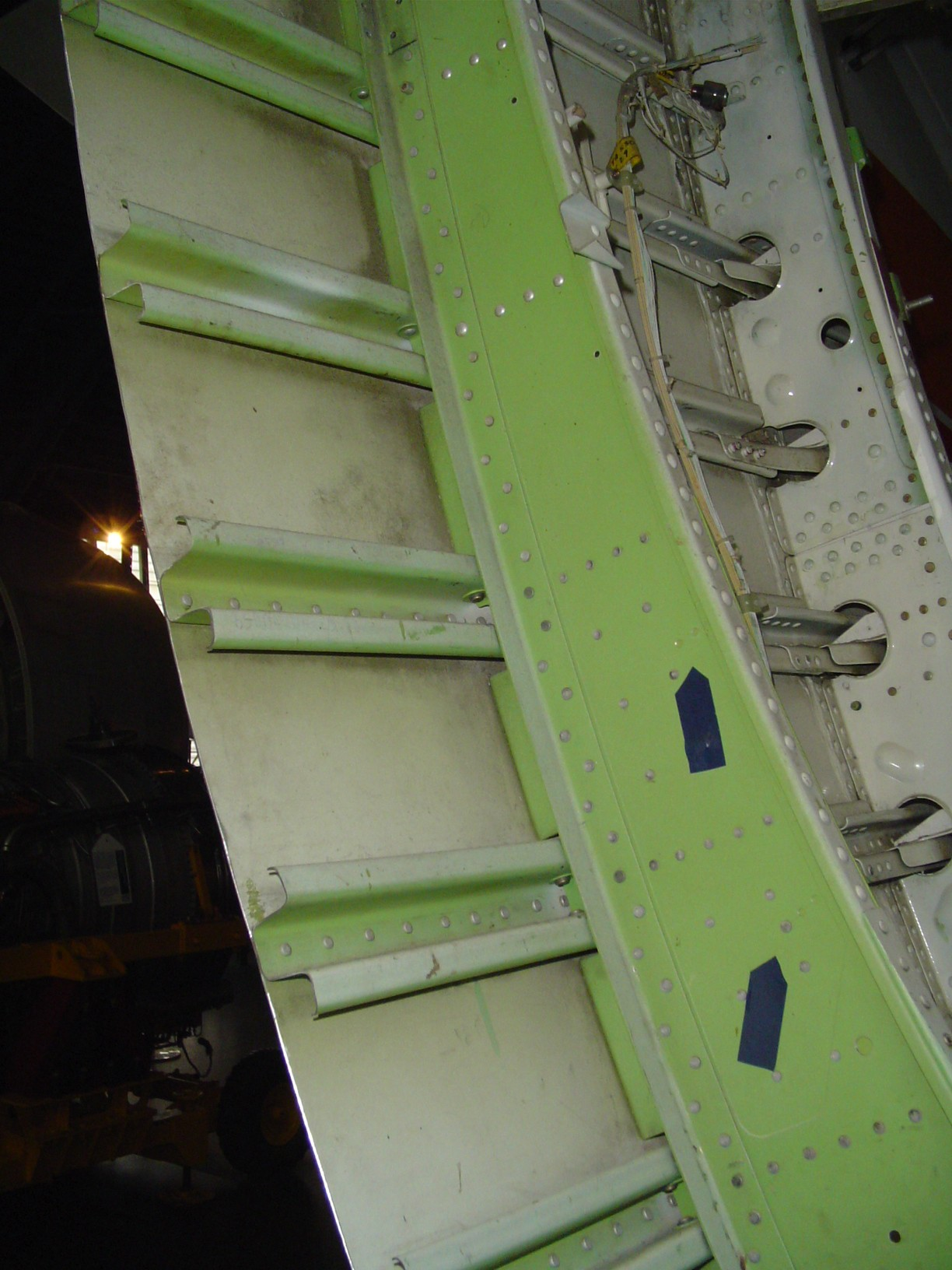

Il longherone è una parte di una struttura più articolata detta telaio. Elemento portante della struttura del veicolo disposto longitudinalmente (ovverosia in modo da risultare parallelo al senso di marcia). Nelle scocche automobilistiche i longheroni sono strutture scatolate in lamiera che percorrono il pianale, irrigidendolo convenientemente. Nei veicoli industriali sono due elementi in acciaio con sezione a C o a doppia T uniti tra loro da una serie di traverse, a formare il telaio.
Il telaio è composto da travi e traverse, in legno o in metallo e sono adibite a sopportare uno sforzo specifico applicato in quell'area del telaio.